# Zeeuwse bolus

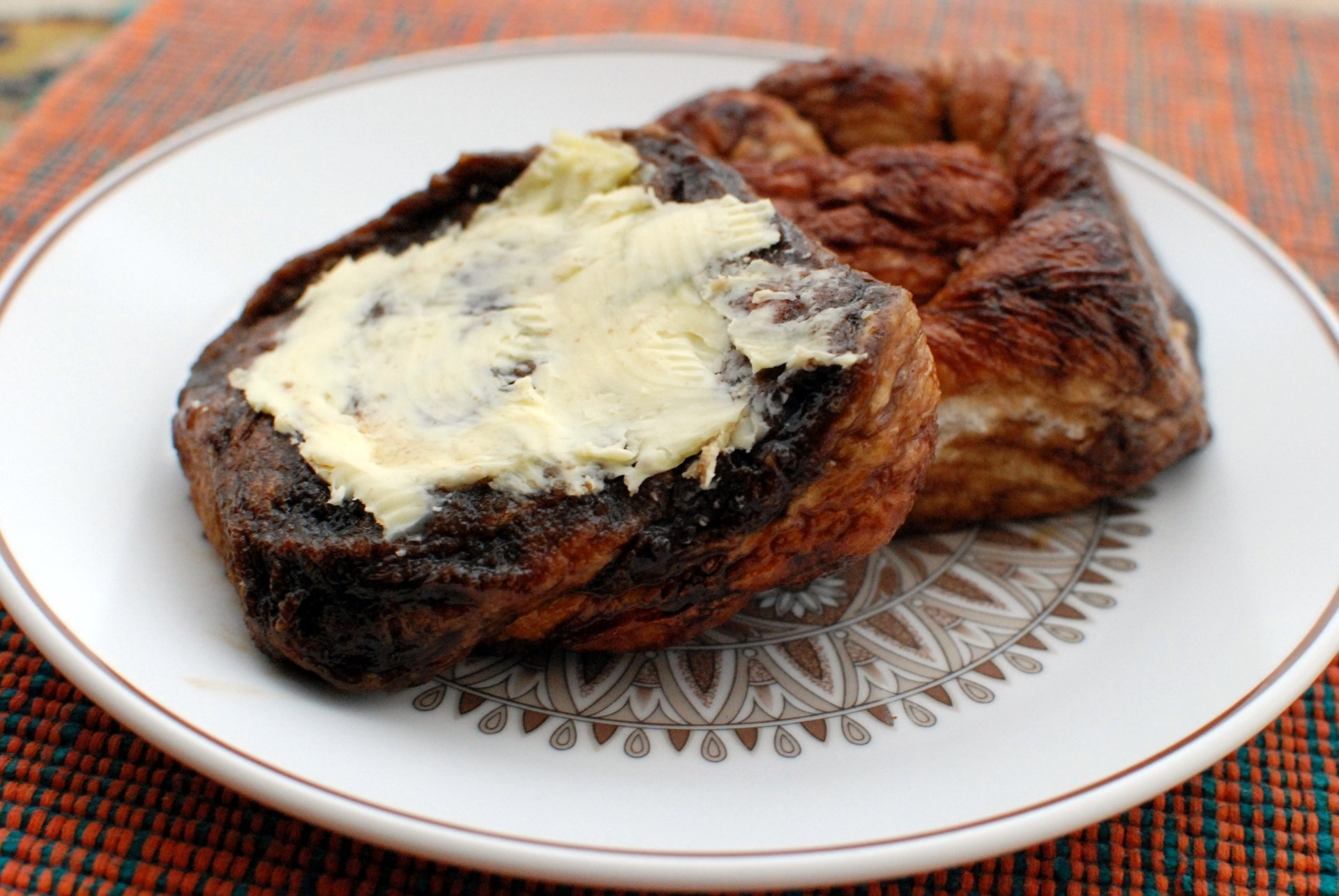
Zeeuwse bolus: jedna bułeczka posmarowana masłem, a druga bez

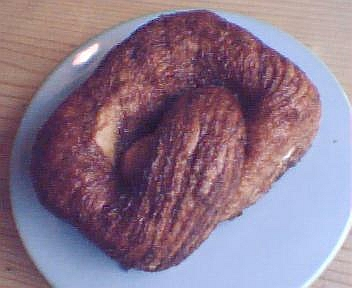
Zeeuwse bolus

Zeeuwse bolus (czyt. "zjełse boles") – słodka, okrągła bułeczka drożdżowa w kształcie spirali, tradycyjnie wypiekana w holenderskiej prowincji Zelandii i uważana za kulinarny produkt lokalny.
W skład ciasta przeznaczonego na bułeczkę wchodzą: mąka pszenna, szczypta soli, mleko, drożdże, masło i jajka. Wyrośnięte ciasto dzieli się na kawałki ważące po około 60 gramów, z których formułuje się wałeczki, jednocześnie otaczając w mieszaninie brązowego cukru i proszku cynamonowego (w proporcji 250 gramów cukru + 2 łyżki cynamonu). Następnie odpowiedniej długości wałeczki zawija się na palcu w kształt spirali. Podczas pieczenia w piekarniku cukier topi się do syropu. Po upieczeniu brązowe bułeczki powinny być bardzo miękkie, słodkie, o lśniącej powierzchni i lepić się do palców. Nie powinny być suche ani twarde, ani rozwijać się.
Przed konsumpcją płaską (spodnią) stronę bułeczki często smaruje się masłem. Bułeczki spożywa się do kawy lub herbaty.
Co roku odbywają się zawody w pieczeniu bułeczek o zdobycie tytułu najlepszego piekarza Zeeuwse bolussen.
Bułeczki można nabyć w supermarketach.
W słowniku wyrazów języka niderlandzkiego wyraz bolus ma dwa znaczenia. Może oznaczać okrągłe ciastko, jak i nieformalnie w języku mówionym kawałek kupy.
Najprawdopodobniej słodka bułeczka z Zelandii zawdzięcza swoją nazwę Żydom, którzy uciekli z Portugalii po 1497 roku i osiedlili się w Middelburgu. Zarówno w języku jidysz bolle, jak i w języku hiszpańsko-portugalskim bollo oznacza delikatną bułeczkę lub ciastko.

## Materiał źródłowy
- Zeeuwse bolus. www.zeeuwsebolus.nl. [dostęp 2010-11-13]. (niderl.).